# Kyburg-Buchegg

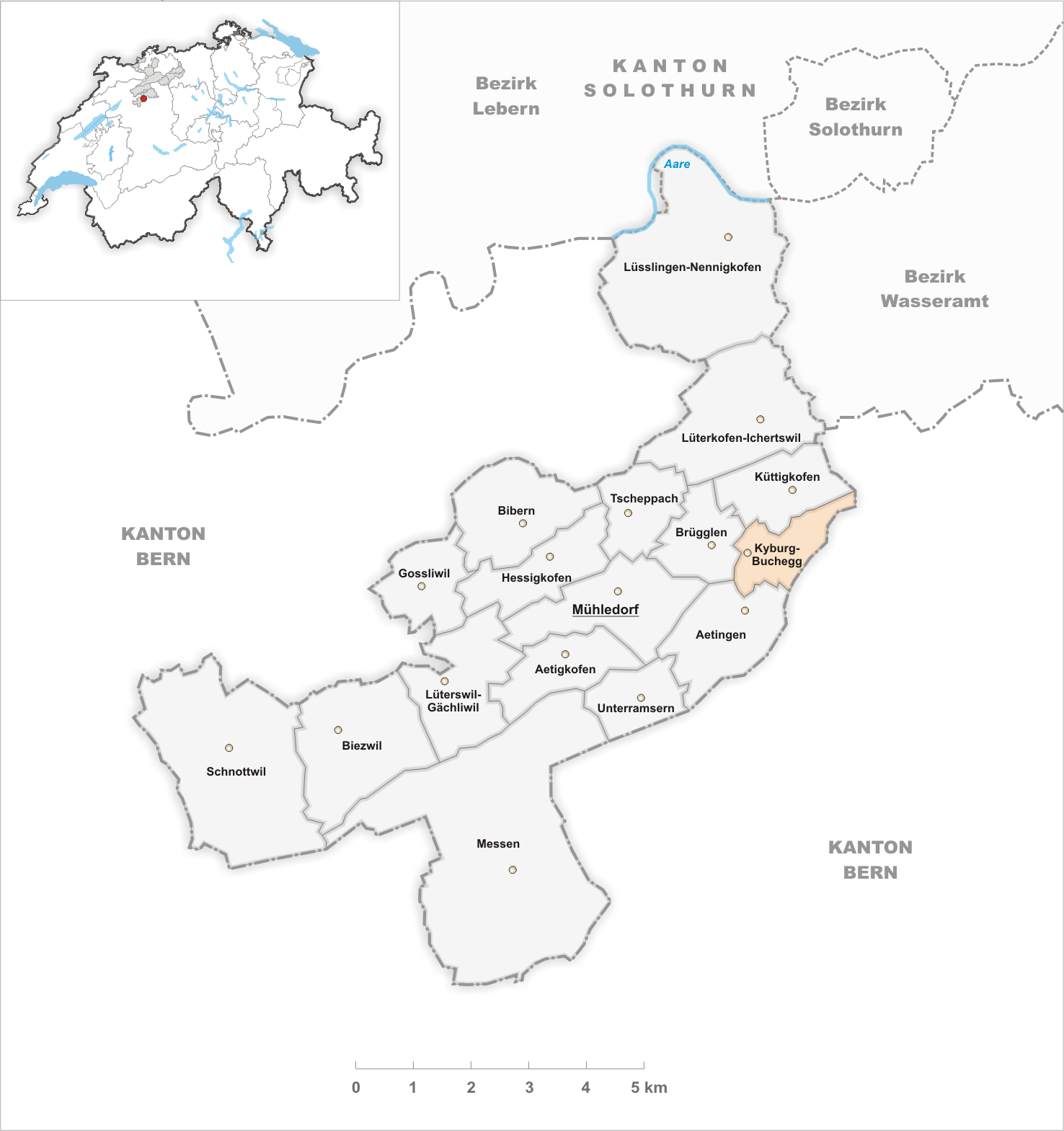
Gemeindestand vor der Fusion am 1. Januar 2014

Kyburg-Buchegg ist eine aus zwei Dörfern bestehende Ortschaft in der Gemeinde Buchegg im Schweizer Kanton Solothurn.
Bis zum 31. Dezember 2013 war es eine eigenständige Einwohnergemeinde. Am 1. Januar 2014 fusionierte Kyburg-Buchegg mit den damaligen Gemeinden Aetigkofen, Aetingen, Bibern, Brügglen, Gossliwil, Hessigkofen, Küttigkofen, Mühledorf und Tscheppach zur neuen Gemeinde Buchegg.

## Geographie
Die Doppelgemeinde Kyburg-Buchegg liegt acht Kilometer südsüdwestlich des Kantonshauptortes Solothurn (Luftlinie). Das Dorf Kyburg erstreckt sich auf 469 m ü. M., am Ostfuss des Bucheggberges und am Rand des Limpachtals, während Buchegg auf 545 m ü. M. an aussichtsreicher Lage auf dem Hochplateau des östlichen Bucheggberges thront.
Die Fläche des 1,6 km² grossen Gemeindegebiets umfasst einen Abschnitt der Molassehöhen des Bucheggberges im Solothurner Mittelland. Das Gebiet wird im Südosten vom kanalisierten Lauf des Limpachs begrenzt. Von hier erstreckt sich der Gemeindeboden nach Westen über die landwirtschaftlich intensiv genutzte Ebene des Limpachtals und den Hang von Kyburg bis auf das Hochplateau von Buchegg, in das der Höllgrabenbach ein kurzes Erosionstal eingetieft hat. Auf der Höhe des Öfeli östlich des Waldhügels des Ämit wird mit 572 m ü. M. der höchste Punkt von Kyburg-Buchegg erreicht. Das Hochplateau von Buchegg läuft gegen Nordosten im Kamm des Altisbergs (494 m ü. M.; Nordgrenze der Gemeinde) aus. Ganz im Osten verläuft die Grenze auf einem kurzen Abschnitt entlang der Bahnlinie der Regionalbahn Bern-Solothurn. Von der Gemeindefläche entfielen 1997 12 % auf Siedlungen, 24 % auf Wald und Gehölze, 62 % auf Landwirtschaft und etwas weniger als 2 % war unproduktives Land.
Neben den beiden Ortsteilen Kyburg und Buchegg gehören noch ein paar Einzelhöfe zur Gemeinde.

## Bevölkerung
Mit 338 Einwohnern (Stand 31. Dezember 2013) gehörte Kyburg-Buchegg zu den kleinen Gemeinden des Kantons Solothurn. Von den Bewohnern sind 98,2 % deutschsprachig, 0,6 % französischsprachig und 0,3 % sprechen Rätoromanisch (Stand 2000). Die Bevölkerungszahl von Kyburg-Buchegg belief sich 1850 auf 173 Einwohner, 1900 auf 189 Einwohner. Nach einer leichten Abnahme wurde seit 1941 (161 Einwohner) ein kontinuierliches Bevölkerungswachstum verzeichnet.

## Wirtschaft
Kyburg-Buchegg war bis in die zweite Hälfte des 20. Jahrhunderts ein vorwiegend durch die Landwirtschaft geprägtes Dorf. Heute haben der Ackerbau und der Obstbau sowie die Viehzucht nur noch einen geringen Stellenwert in der Erwerbsstruktur der Bevölkerung. Weitere Arbeitsplätze sind im lokalen Kleingewerbe und im Dienstleistungssektor vorhanden, unter anderem in einer Schreinerei. Wichtigster Arbeitgeber von Kyburg-Buchegg ist das Sonderschulheim Blumenhaus. In den letzten Jahrzehnten hat sich das Dorf dank seiner attraktiven Lage zu einer Wohngemeinde entwickelt. Viele Erwerbstätige sind deshalb Wegpendler, die hauptsächlich in den Regionen Solothurn und Bern arbeiten.

## Verkehr
Die ehemalige Gemeinde liegt abseits der grösseren Durchgangsstrassen an einer Verbindungsstrasse von Bätterkinden nach Mühledorf. Kyburg ist durch einen Postautokurs, welcher die Strecke von Bätterkinden nach Messen bedient, Buchegg durch die Postautolinie vom Bahnhof Lohn-Lüterkofen nach Messen an das Netz des öffentlichen Verkehrs angeschlossen. Beide Dörfer werden auch durch den Rufbus Bucheggberg angefahren.

## Geschichte
Das Gemeindegebiet von Kyburg-Buchegg war schon sehr früh besiedelt. So stammen die ältesten Funde, darunter ein Steinbeil, aus dem Neolithikum; aber auch aus der Römerzeit sind einzelne Überreste entdeckt worden.
Die erste urkundliche Erwähnung von Buchegg erfolgte 1175 unter dem Namen Boucecca, was sich aus den Wortbestandteilen Buche und Egg (Geländevorsprung an einem Steilhang) zusammensetzt. Kyburg erscheint erst 1517 erstmals als Kÿberg in den Schriften und hat wahrscheinlich nichts mit dem Burgdorfer Geschlecht der Grafen von Kyburg zu tun. Es wird vermutet, dass der Name aus einer Zusammenführung von chyd (Spalte; nämlich der Höllgraben) und berg abgeleitet ist.
Die Geschichte von Kyburg-Buchegg hängt eng mit derjenigen der Grafen von Buchegg zusammen. Diese werden um 1130 erstmals erwähnt und hatten ihren Stammsitz auf einer Burg an der Stelle des heutigen Schlösschens Buchegg. Ihre Herrschaft, die der Landgrafschaft Burgund unterstand, umfasste weite Teile des Bucheggbergs und des angrenzenden Limpachtals. 1276 kam auch die Herrschaft Balmegg, die möglicherweise einer frühen Seitenlinie der Grafen von Buchegg gehörte, zurück an die Herrschaft Buchegg. Um die Burg hatte sich allmählich eine kleine Siedlung entwickelt. Nachdem das Geschlecht der Grafen 1347 erloschen war, gelangte die Herrschaft in den Besitz der Senn von Münsingen. Im Zuge der Burgdorferkriege wurde die Burg Buchegg 1383 von den Grafen von Neu-Kyburg niedergebrannt und nachher nicht mehr aufgebaut.
1391 wurde die Herrschaft Buchegg von Solothurn erworben und zur Vogtei Bucheggberg umgewandelt. Bis 1798 lag die hohe Gerichtsbarkeit beim bernischen Landgericht Zollikofen, während Solothurn mit dem Gerichtsort Aetingen die niedere Gerichtsbarkeit ausübte. Um 1542 baute Solothurn auf dem Platz der Burgruine einen kleinen Gefängnisturm. Nach dem Zusammenbruch des Ancien Régime (1798) gehörte Kyburg-Buchegg während der Helvetik zum Distrikt Biberist und ab 1803 zum Bezirk Bucheggberg. Dem oberhalb von Kyburg entspringenden Höllgrabenbach wurde schon seit dem 17. Jahrhundert heilende Wirkung zugesprochen. Die Quelle wurde jedoch erst Mitte des 19. Jahrhunderts gefasst und ein Bad sowie ein Gasthaus für Kuraufenthalter eingerichtet.

## Sehenswürdigkeiten
Das Schlösschen Buchegg (auch Buechischlössli genannt), ein einfacher Turmbau mit Walmdach, wurde 1546 unter der Solothurner Herrschaft an der Stelle der ehemaligen Burg Buchegg errichtet und diente fortan als Gefängnis. Die 1938 ins Leben gerufene Stiftung Schloss Buchegg richtete in diesem Turm das Heimatmuseum des Bezirks Bucheggberg ein, das 1956 eröffnet werden konnte. Der Gasthof Bad Kyburg wurde 1851 erbaut.

## Wappen
Blasonierung
In Rot auf grünem Hügel weisser Turm
Der Turm bezieht sich auf das Buechischlösschen, den im 16. Jahrhundert an der Stelle des zerstörten Grafenschlosses erbauten solothurnischen Gefängnisturm.

## Bilder

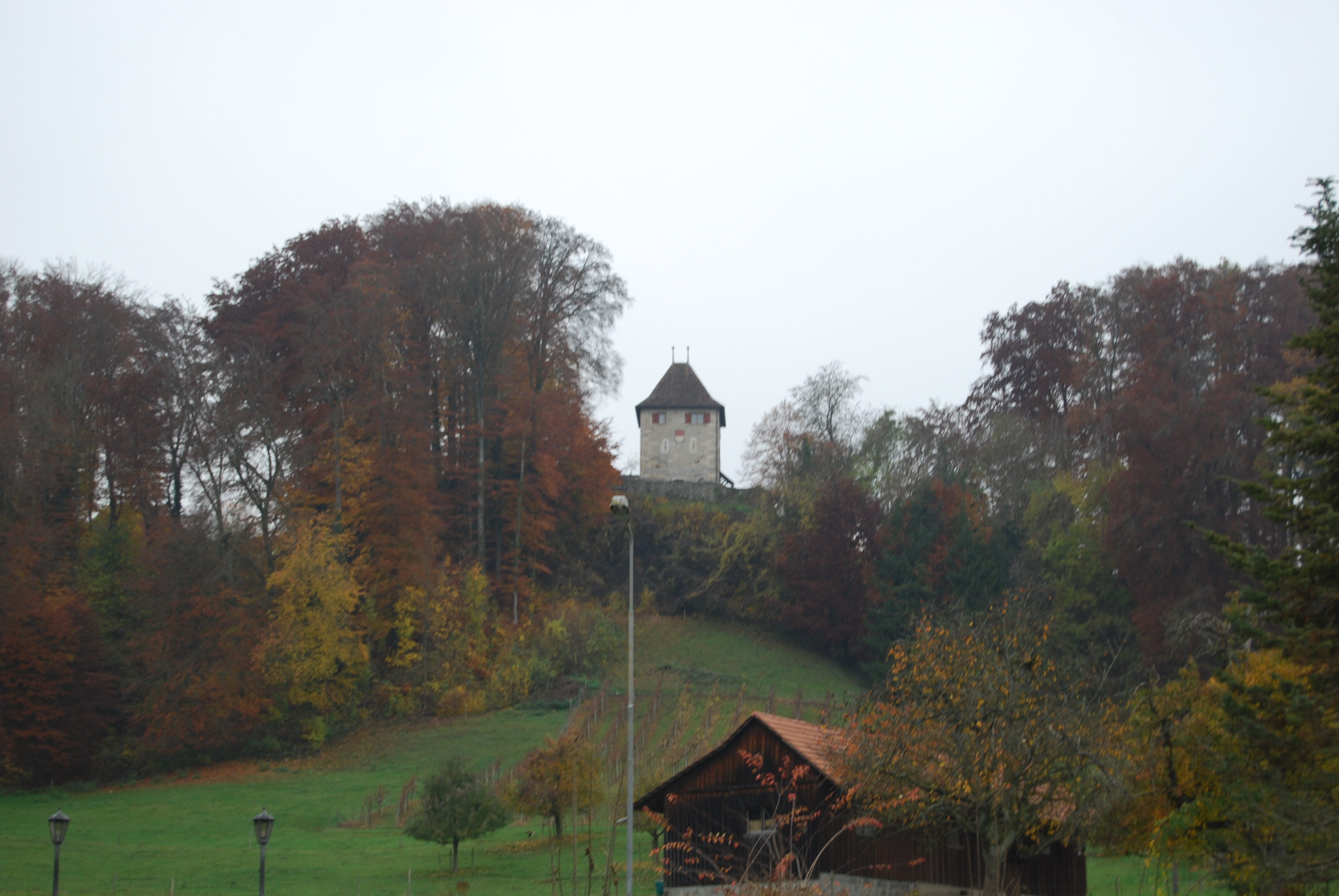
Turm des Schlosses Buchegg
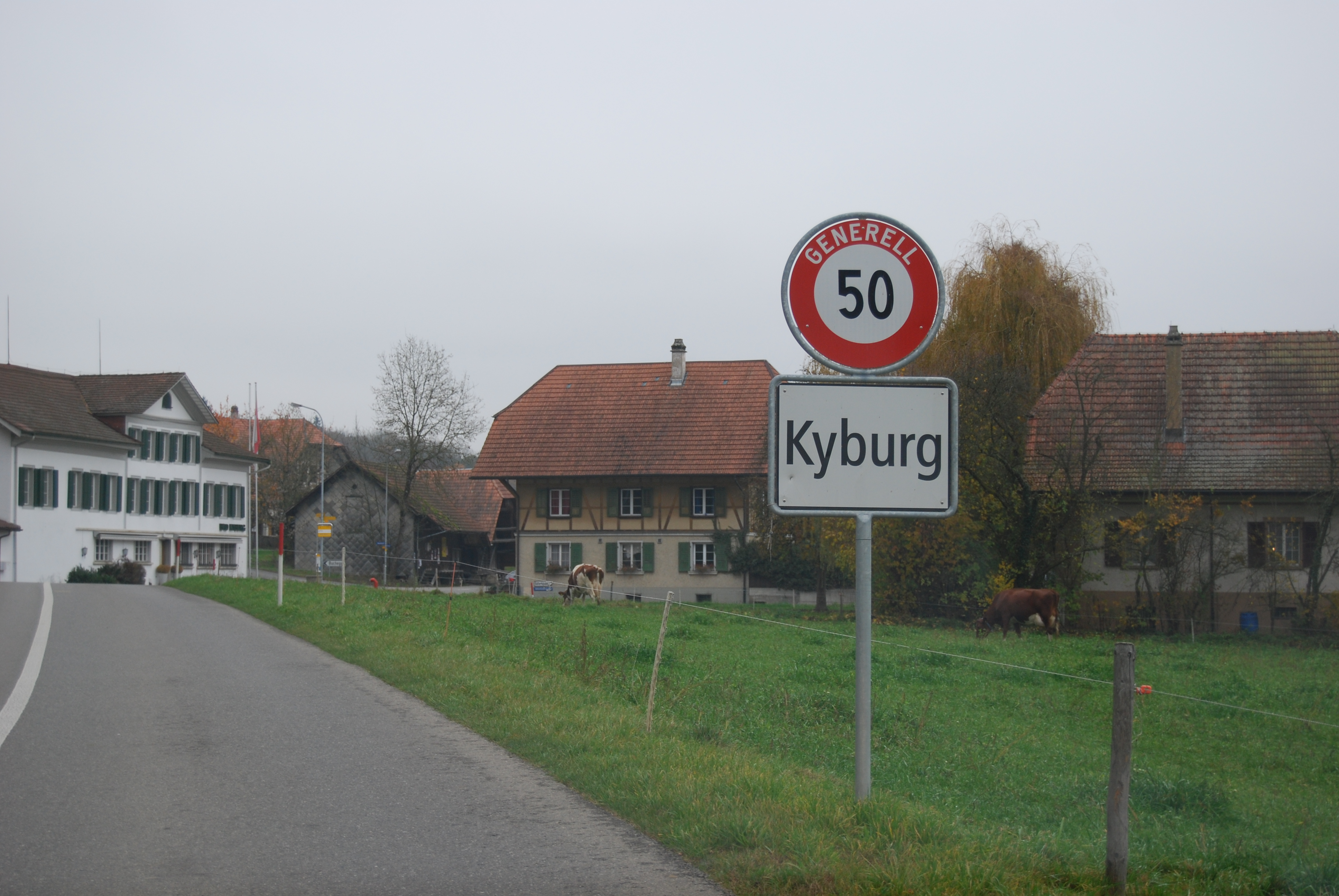
Ortseingang von Kyburg
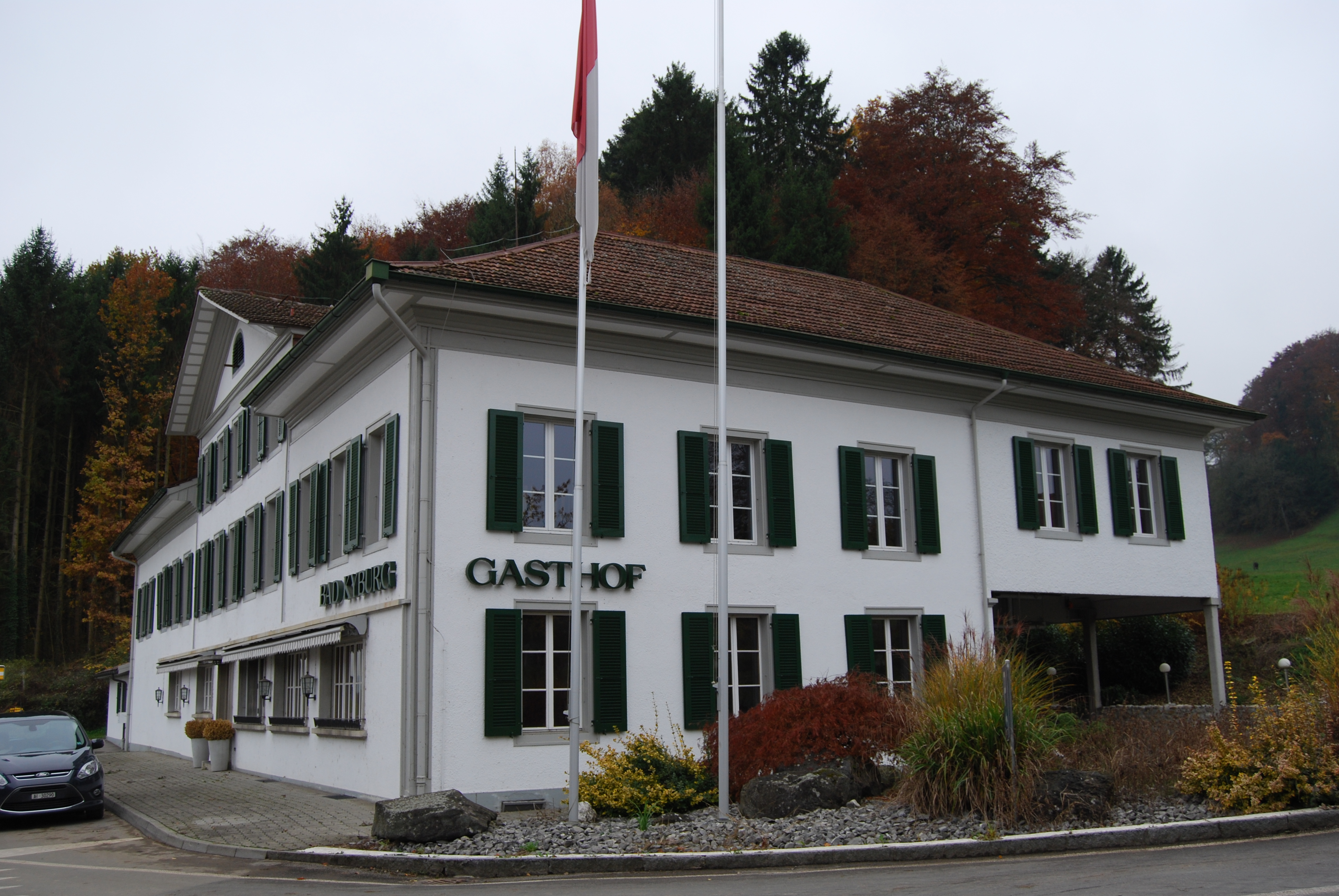
Gasthaus Bad Kyburg
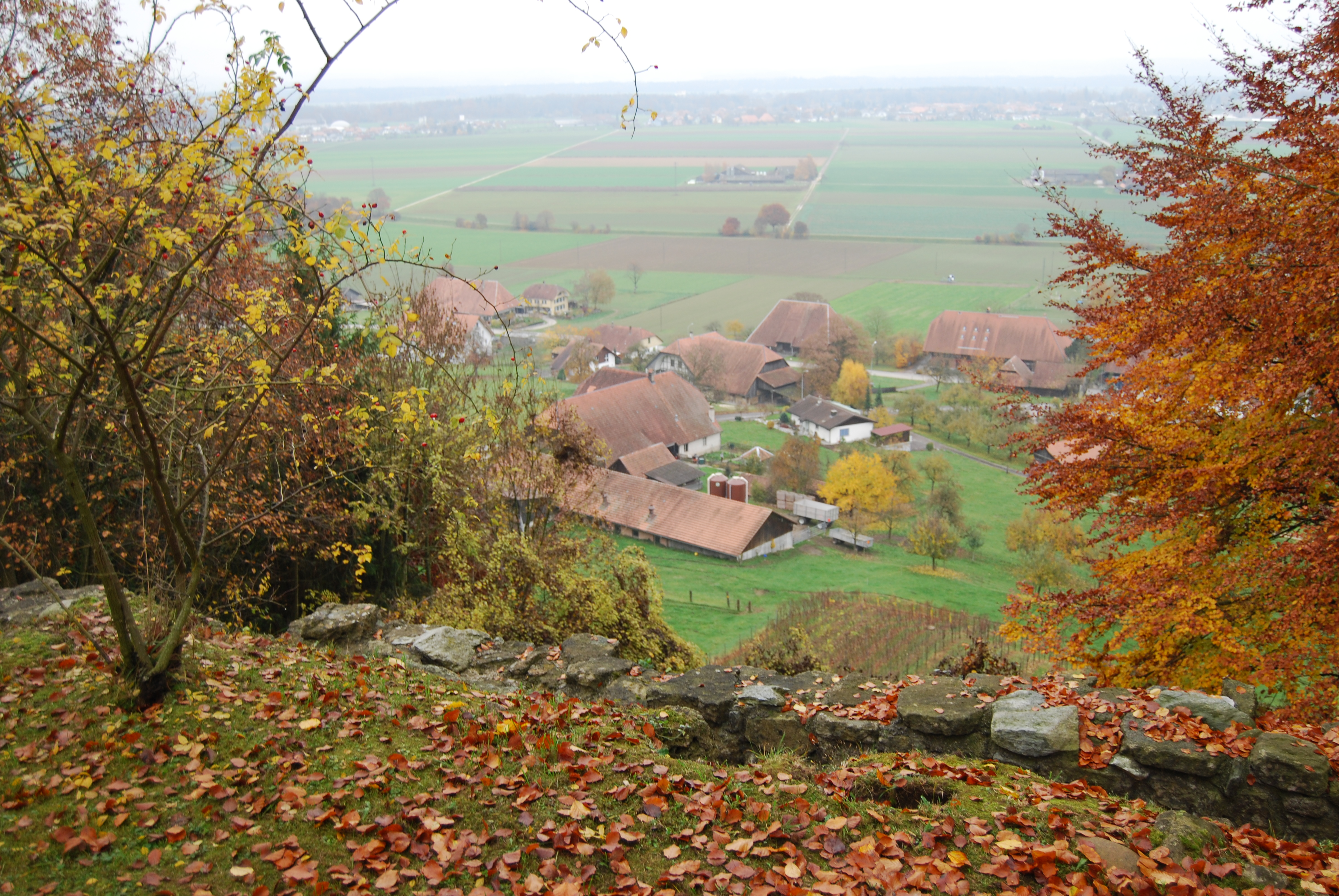
Kyburg vom Schloss Buchegg aus gesehen
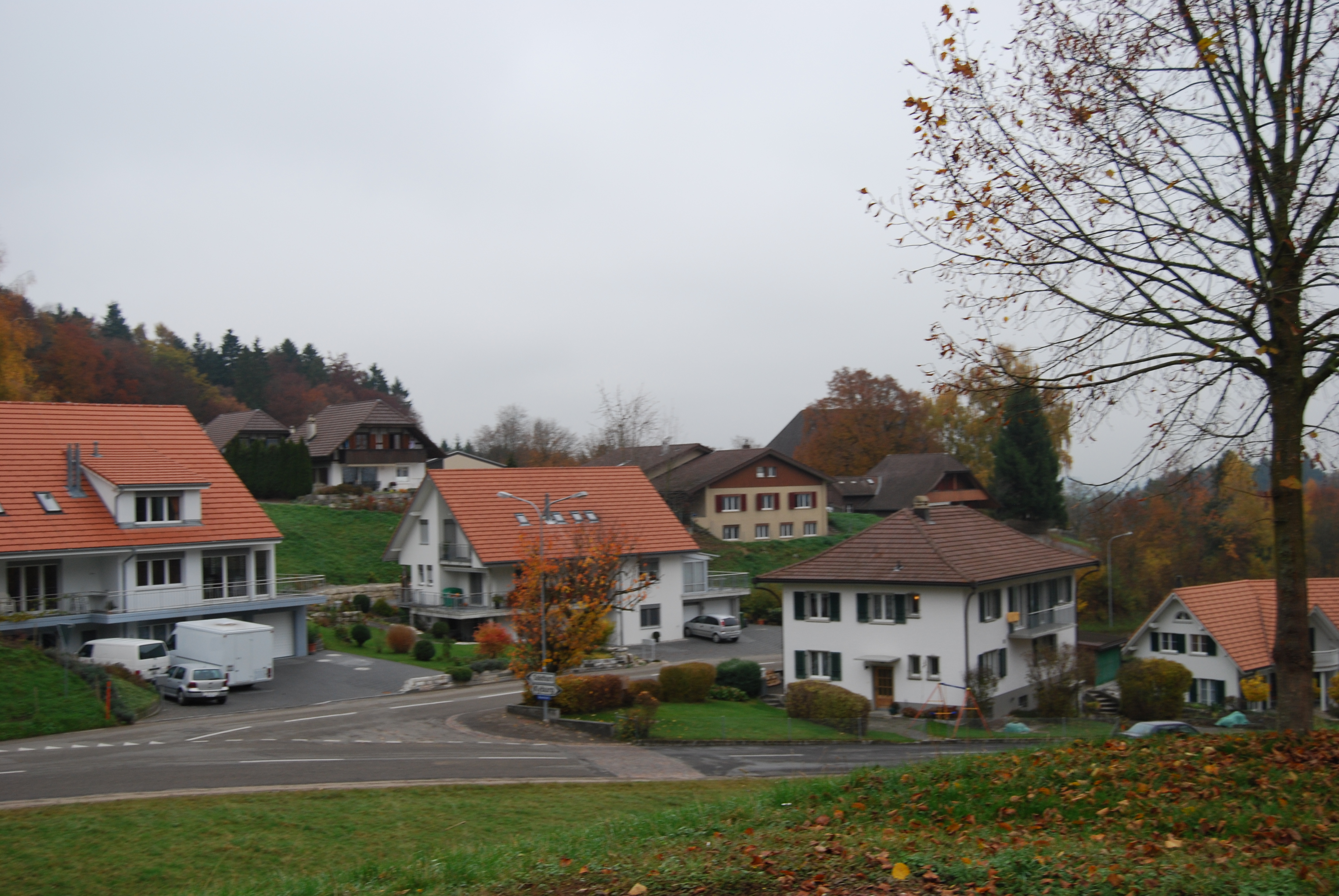
Buchegg vom Schloss aus gesehen
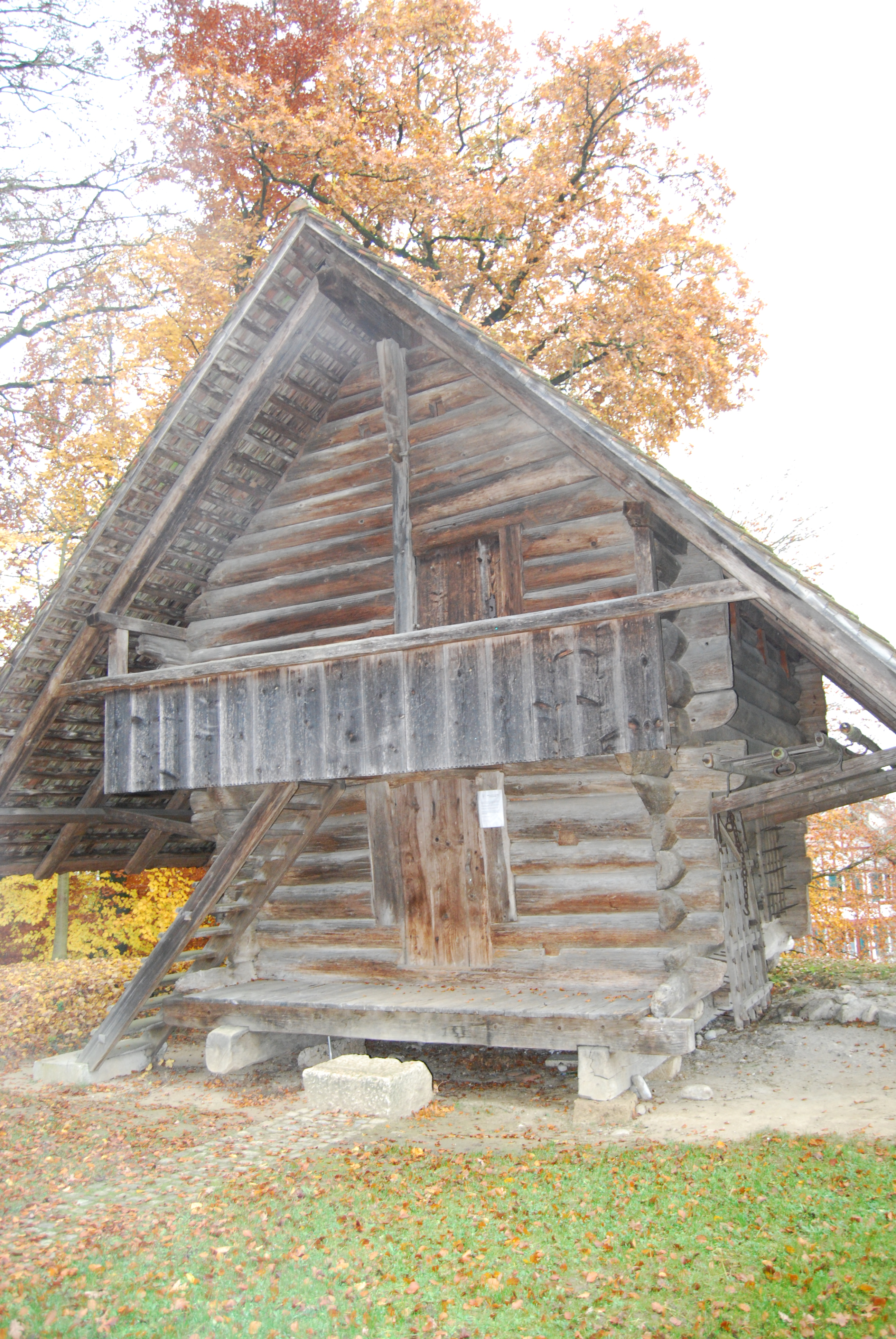
Stadel
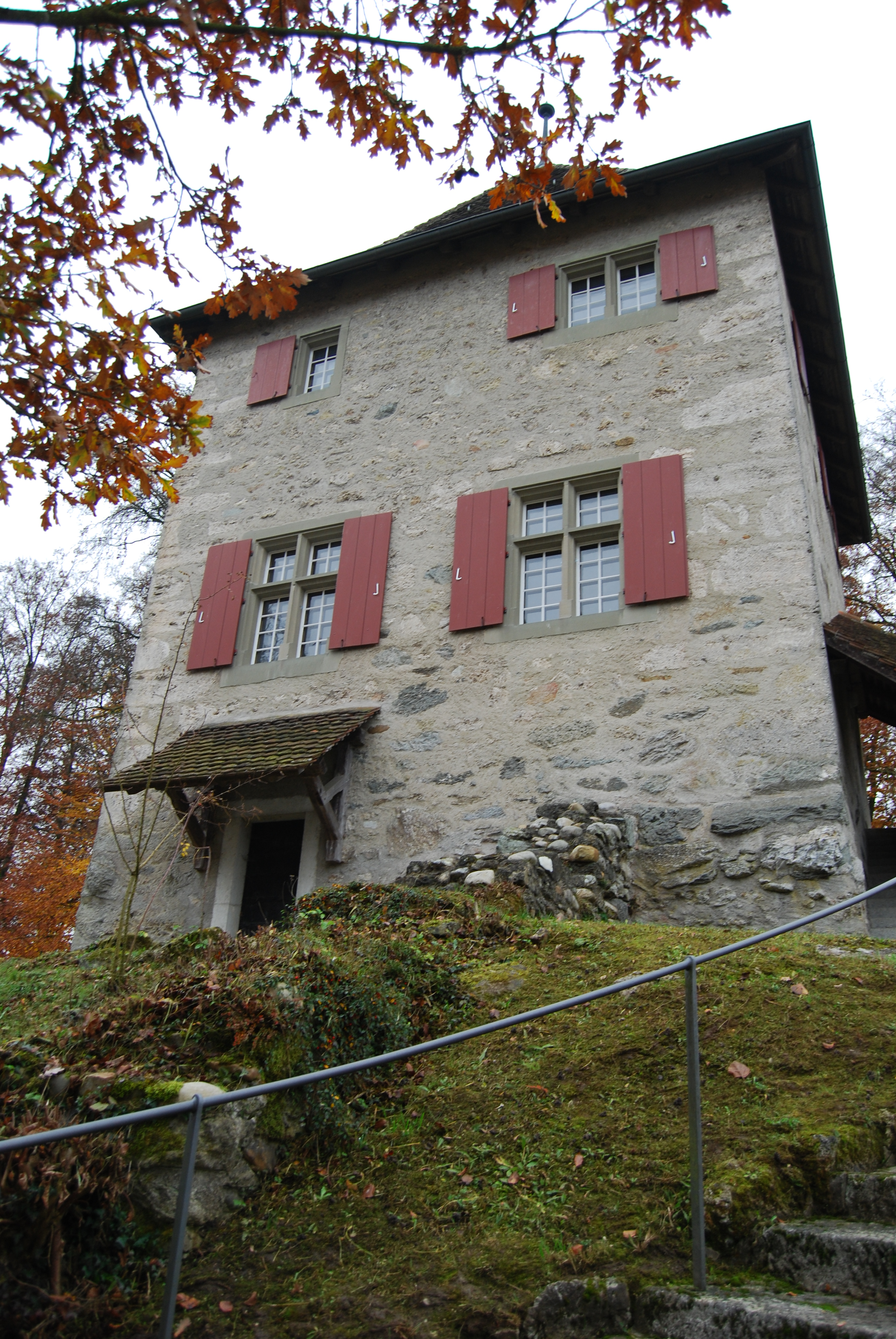
Turm
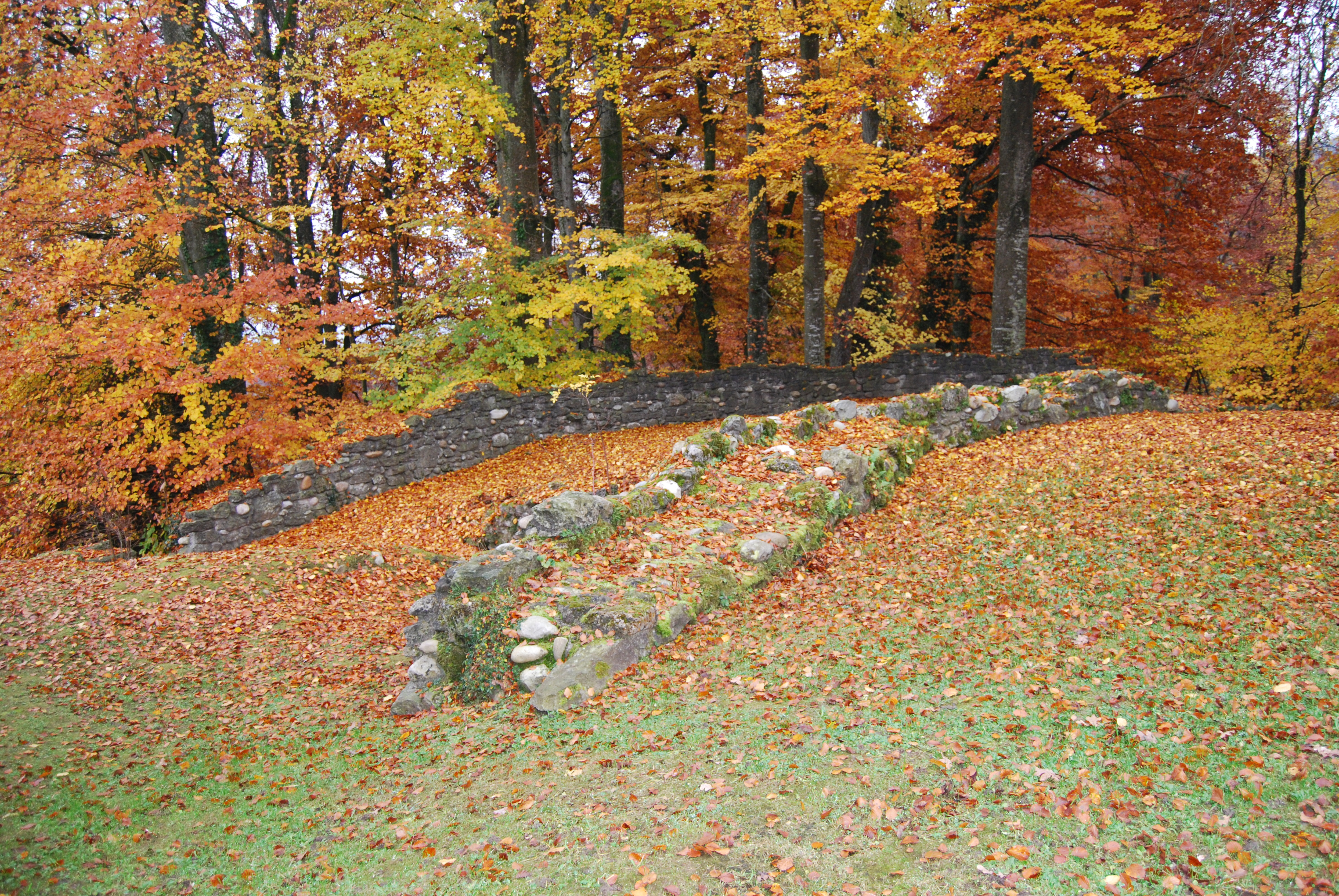
Ruinen des alten Schlosses Buchegg